# Носенко, Юрий Юрьевич
Юрий Юрьевич Носенко (17 июня 1937 — 12 апреля 2018) — советский и российский дипломат. Чрезвычайный и полномочный посланник 1 класса (1995).

## Биография
Окончил Московский государственный институт международных отношений (МГИМО) МИД СССР (1967) и Курсы усовершенствования руководящих дипломатических кадров при Дипломатической академии МИД СССР (1981). Владеет испанским и английским языками. На дипломатической работе с 1967 года.
- В 1967—1972 годах — сотрудник Посольства СССР в Аргентине.
- В 1974—1980 и 1983—1988 годах — сотрудник Посольства СССР на Кубе.
- В 1980—1981 годах — слушатель Курсов усовершенствования руководящих дипломатических кадров при Дипломатической академии МИД СССР.
- В 1992—1995 годах — заместитель начальника управления Департамента Центральной и Южной Америки МИД России.
- С 31 января 1995 по 30 июня 1998 года — чрезвычайный и полномочный посол России в Боливии[1][2].

С 1998 года — на пенсии.

## Дипломатический ранг
- Чрезвычайный и полномочный посланник 2 класса (16 октября 1992)[3].
- Чрезвычайный и полномочный посланник 1 класса (31 января 1995)[4].

## Награды и почётные звания
- Медаль «За трудовое отличие»
- Медаль «Ветеран труда»
- Медаль «В память 850-летия Москвы»
- Почётный гражданин Красногвардейского района Белгородской области[5].

## Семья
Был женат, есть дочь.